# LeeAnn Ledgerwood
LeeAnn Ledgerwood (* 10. Mai 1959 in Warren, Ohio) ist eine US-amerikanische Jazzpianistin,  Komponistin und Musikpädagogin.

## Leben und Wirken
Ledgerwood begann mit vier Jahren Klavier zu spielen. Sie hatte zunächst eine klassische Musikausbildung bei Grant Johanessen und studierte Musik am Cleveland Institute of Music. Sie setzte ihre Studien (Improvisation) an der North Texas State University fort; nach ihrer Graduierung am Berklee College of Music zog sie 1980 mit zwanzig Jahren nach New York und hatte dort Engagements in lokalen Clubs wie dem Bradley’s. Sie ging in Schweden mit Red Mitchell auf Tournee, heiratete Richie Beirach und war Mitglied im Ensemble des Bassisten Eddie Gomez (Power Play, 1988), der auch bei ihrem Debütalbum You Wish (1991) mitspielte. Ferner arbeitete sie mit Jeremy Steig (ihrem zweiten Ehemann), dem Saxophonisten Bill Evans und Danny Gottlieb. 2003 trat sie in Marian McPartlands NPR-Sendung Piano Jazz auf. Im Laufe ihrer Karriere spielte sie außerdem mit Michael Brecker, Attila Zoller, Michael Formanek, Harvie Swartz und Jeff Williams. Auch schrieb sie Filmmusik. Sie unterrichtet seit 1992 am Mannes College of Music und an der New School for Jazz and Contemporary Music. 
Marian McPartland zählt Ledgerwood neben Geri Allen zu den besten Pianistinnen der Gegenwart.

## Diskographische Hinweise
- Now & Zen (SteepleChase Records, 1997), mit Jon Gordon, Matt Penman, Heinrich Köbberling
- Transition  (SteepleChase, 1998), mit Matt Penman, Jaz Sawyers
- Compassion (SteepleChase, 2000), solo
- Paradox (Steeplechase, 2000), mit Ron McClure, Billy Hart
- Walkin' Up (Steeplechase, 2003)